# Station Bokrijk
Station Bokrijk of beter stopplaats Bokrijk in de gemeente Genk is een van de kleinste "stations" van België. Het bakstenen gebouwtje met samengestelde glasramen werd in oud-kempische bouwstijl opgetrokken, en is qua oppervlak niet veel groter dan een wachthuisje voor de autobussen van De Lijn.
Vóór de heringebruikname en de elektrificatie van de lijn Genk-Hasselt (ingehuldigd in 1979) stond er een wit seinhuis, en aan de overkant van de fraaie toegangslaan tot het Domein Bokrijk een bijhorend, eveneens wit seinwachtershuisje. Deze twee nostalgische gebouwtjes uit de tijd van puffende stoomtreinen werden tegen de vlakte gegooid, om plaats te maken voor een parking (seinwachtershuisje) en voor de toegang tot het perron naar Genk (seinhuis).  Net als het seinhuisje van Boxbergheide, dat enkele jaren na dat van Bokrijk werd afgebroken, was het seinhuisje van Bokrijk voorzien van een hooimijtvormig schuilbunkertje (Anderson), waar de seinwachters in geval van oorlogsgeweld in konden gaan schuilen. Er kon maar 1 persoon in, en dan nog, in min of meer gehurkte houding.
Tot in de vroege jaren zeventig was er geen station in Genk. De passagierstreinen die er toen voorbijreden, voortgetrokken door de welbekende groen-gele diesellocs, reden via Boxbergheide naar het station van Winterslag, vlak bij de steenkoolmijnen en het toenmalige -ondertussen ook afgebroken- voetbalstadion. Voorts werd de spoorweglijn in die tijd gebruikt door goederentreinen, voornamelijk ertswagons gevuld met steenkolen, alsook platte wagons met een verdieping, volgeladen met auto's geproduceerd bij Ford Genk. Deze laatsten passeerden ook na de heringebruikname van de lijn Hasselt-Genk in 1979 nog heel regelmatig in het station van Bokrijk. Een ander typisch zicht waren de treinen met langwerpige tankwagons gevuld met "pitch", om de elektriciteitscentrale van Langerlo te bevoorraden. Ford Genk sloot in 2014, de centrale van Langerlo in 2017.
In juli 2007 werd het rode grind op de perrons deels vervangen door witte en rozerode klinkers, die in een gearceerd patroon werden gelegd. Perron 2 kent hiermee een verhard deel, maar voor het grootste deel bleven de perrons bestaan uit (nu grijs) grind. Een van de oude houten schuilhokjes werd eveneens afgebroken.
De stad Genk diende in 2010 een voorstel in de om de halte te hernoemen in "Genk-Bokrijk". Dit omdat het volgens de gemeenteraad voor mensen buiten Limburg niet duidelijk is dat het station van Bokrijk ook in Genk ligt.

## Treindienst
| Serie       | Treinsoort          | Route                                                                              | Bijzonderheden             |
| ----------- | ------------------- | ---------------------------------------------------------------------------------- | -------------------------- |
| IC 03       | Intercity (NMBS)    | Genk – Bokrijk – Leuven – Brussel-Zuid – Gent-Sint-Pieters – Brugge – Blankenberge |                            |
| P 2350      | Piekuurtrein (NMBS) | Hasselt – Bokrijk – Genk                                                           | Rijdt alleen op werkdagen. |
| P 7300/8300 | Piekuurtrein (NMBS) | Genk – Bokrijk – Hasselt – Leuven – Brussel-Zuid                                   | Rijdt alleen op werkdagen. |
| P 7310/8310 | Piekuurtrein (NMBS) | Leuven – Hasselt – Bokrijk – Genk                                                  | Rijdt alleen op werkdagen. |

## Galerij

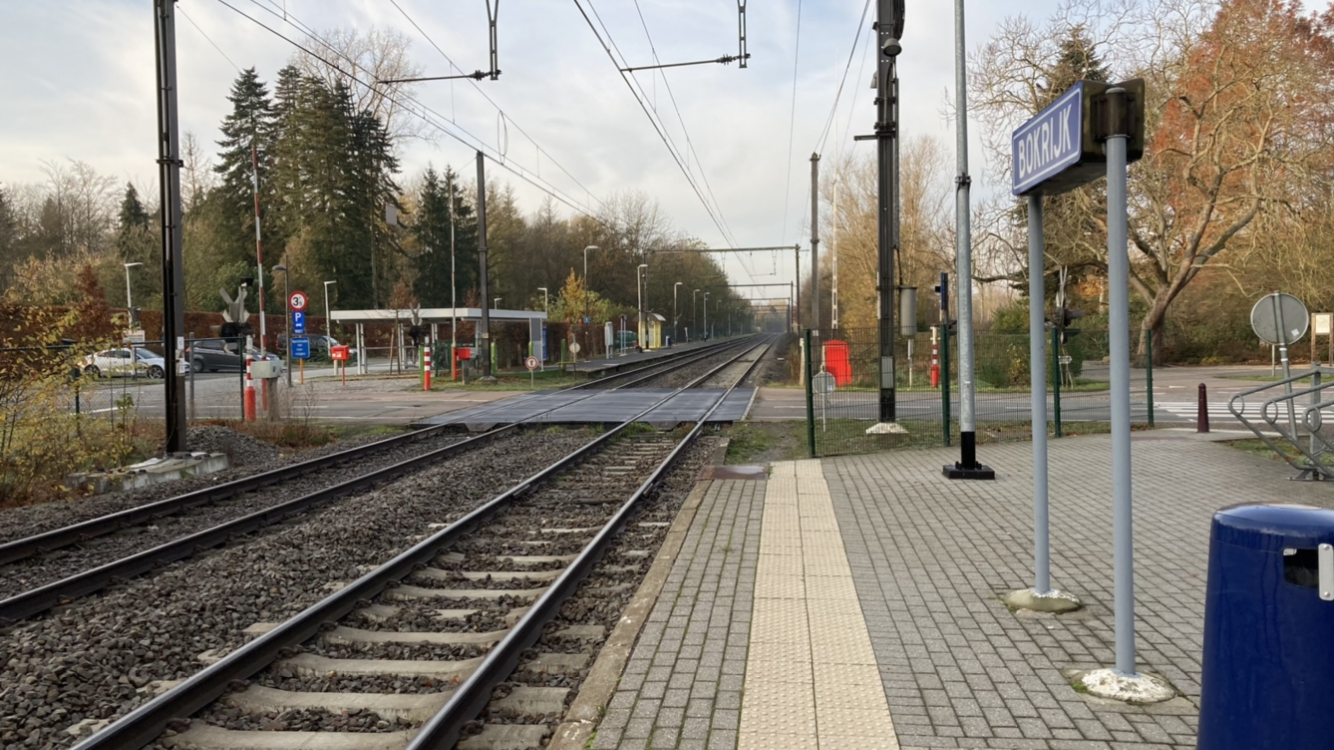
Overweg aan het station
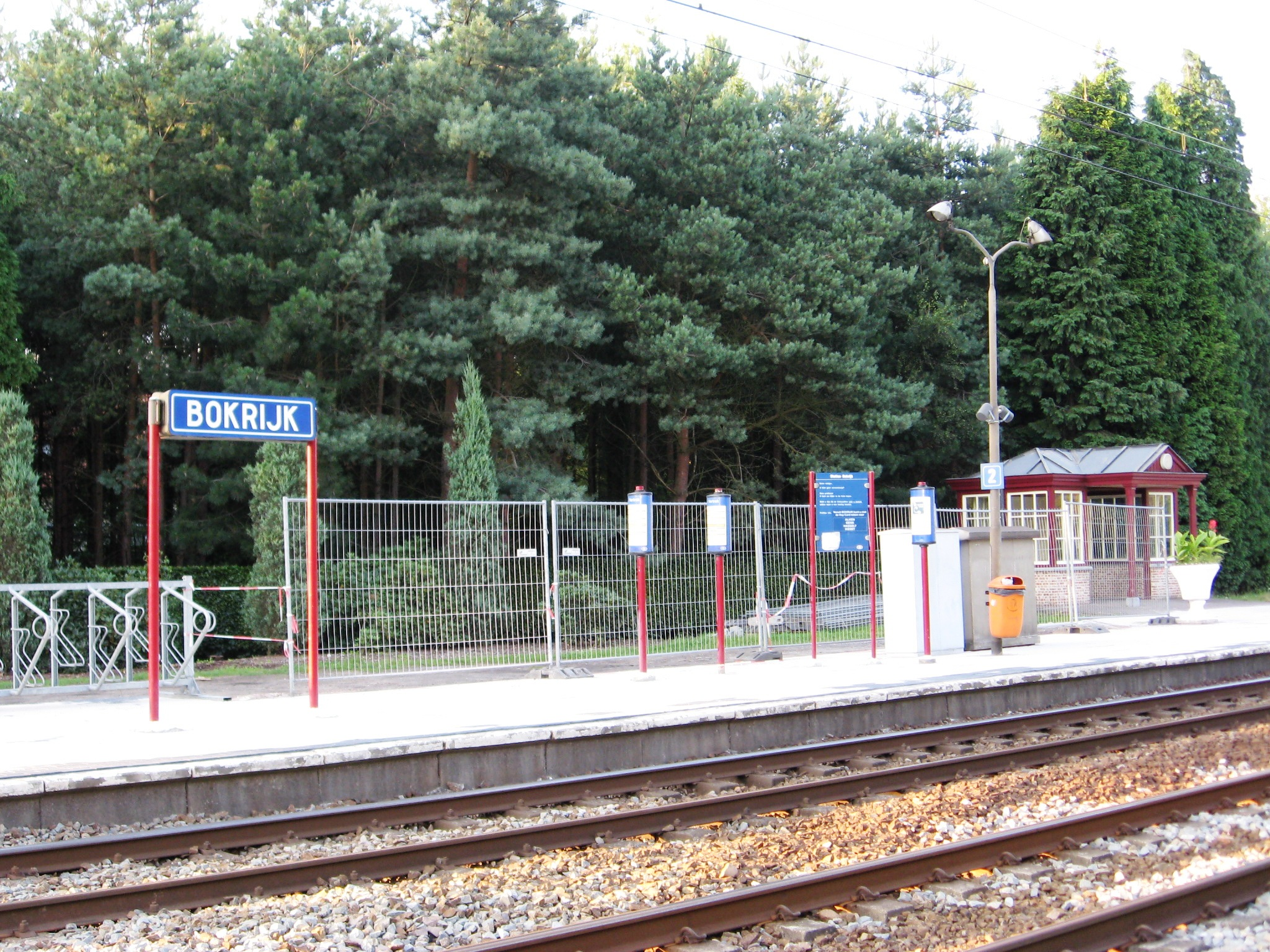
Station Bokrijk (2007)
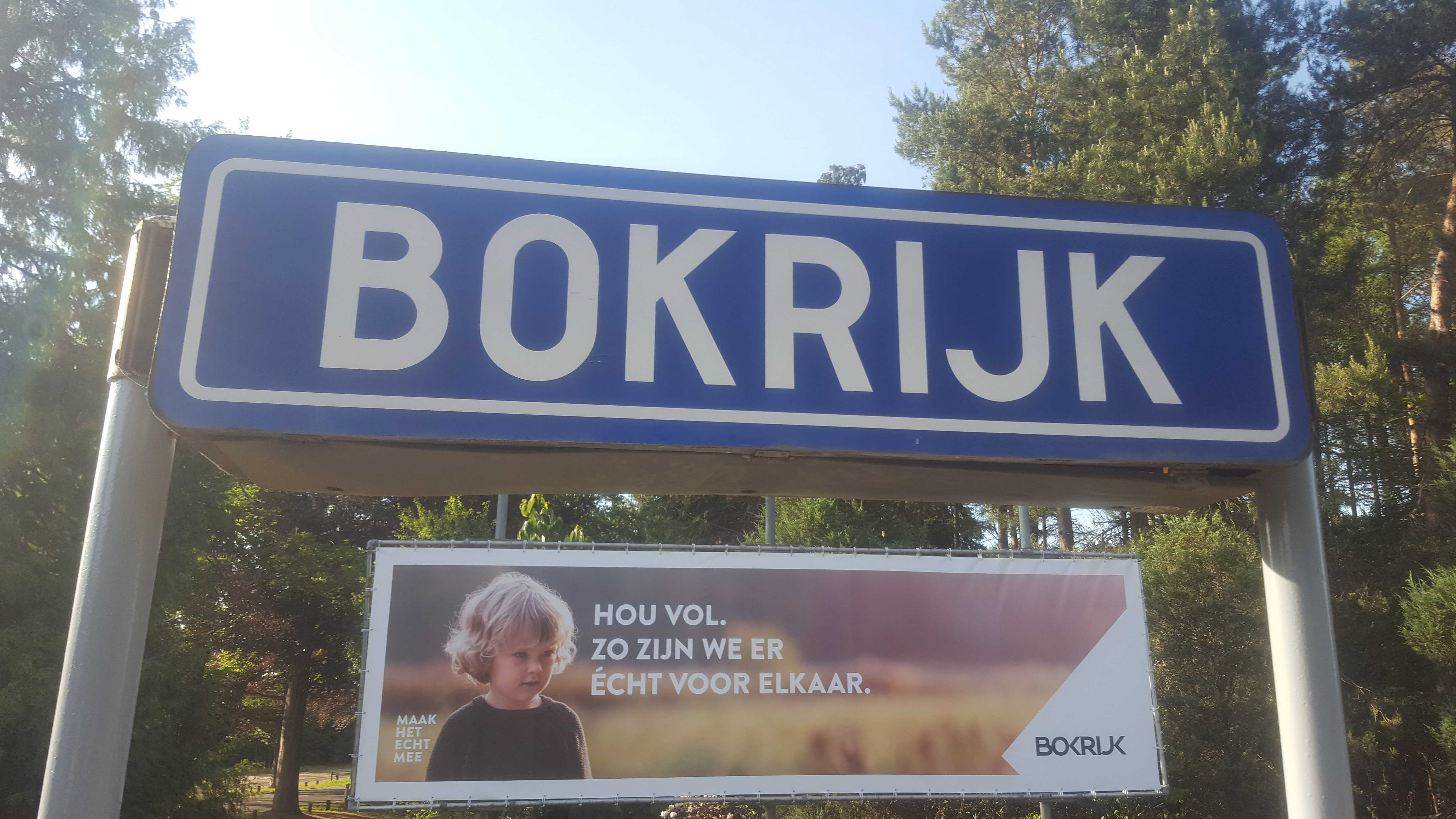
Naambord Station Bokrijk (2020)

## Reizigerstellingen
De grafiek en tabel geven het gemiddeld aantal instappende reizigers weer op een week-, zater- en zondag.
| Tabel: aantal instappende reizigers station Bokrijk | Tabel: aantal instappende reizigers station Bokrijk | Tabel: aantal instappende reizigers station Bokrijk | Tabel: aantal instappende reizigers station Bokrijk |
|                                                     | Weekdag                                             | Zaterdag                                            | Zondag                                              |
| --------------------------------------------------- | --------------------------------------------------- | --------------------------------------------------- | --------------------------------------------------- |
| 1979                                                | 5                                                   | 1                                                   | 13                                                  |
| 1980                                                | 3                                                   | -                                                   | 3                                                   |
| 1981                                                | 9                                                   | 3                                                   | 1                                                   |
| 1982                                                | 7                                                   | 8                                                   | 3                                                   |
| 1983                                                | 2                                                   | 2                                                   | -                                                   |
| 1984                                                | 11                                                  | 7                                                   | 22                                                  |
| 1985                                                | 14                                                  | 26                                                  | 14                                                  |
| 1986                                                | 10                                                  | 5                                                   | 14                                                  |
| 1987                                                | 19                                                  | 11                                                  | 30                                                  |
| 1988                                                | 23                                                  | 27                                                  | 71                                                  |
| 1989                                                | 33                                                  | 75                                                  | 88                                                  |
| 1990                                                | 26                                                  | 39                                                  | 46                                                  |
| 1991                                                | 51                                                  | 38                                                  | 70                                                  |
| 1992                                                | 74                                                  | 24                                                  | 92                                                  |
| 1993                                                | 56                                                  | 57                                                  | 83                                                  |
| 1994                                                | 87                                                  | 69                                                  | 48                                                  |
| 1995                                                | 89                                                  | 113                                                 | 133                                                 |
| 1996                                                | 88                                                  | 53                                                  | 65                                                  |
| 1997                                                | 86                                                  | 67                                                  | 132                                                 |
| 1998                                                | 120                                                 | 24                                                  | 68                                                  |
| 1999                                                | 81                                                  | 46                                                  | 107                                                 |
| 2000                                                | 102                                                 | 39                                                  | 90                                                  |
| 2001                                                | 56                                                  | 52                                                  | 82                                                  |
| 2002                                                | 57                                                  | 28                                                  | 84                                                  |
| 2003                                                | 53                                                  | 52                                                  | 127                                                 |
| 2004                                                | 87                                                  | 138                                                 | 144                                                 |
| 2005                                                | 75                                                  | 68                                                  | 118                                                 |
| 2006                                                | 109                                                 | 65                                                  | 112                                                 |
| 2007                                                | 101                                                 | 69                                                  | 91                                                  |
| 2008                                                | -                                                   | -                                                   | -                                                   |
| 2009                                                | 98                                                  | 48                                                  | 109                                                 |
| 2010                                                | -                                                   | -                                                   | -                                                   |
| 2011                                                | -                                                   | -                                                   | -                                                   |
| 2012                                                | 88                                                  | 80                                                  | 189                                                 |
| 2013                                                | 138                                                 | 65                                                  | 140                                                 |
| 2014                                                | 108                                                 | 89                                                  | 142                                                 |
| 2015                                                | 116                                                 | 73                                                  | 95                                                  |
| 2016                                                | 116                                                 | 53                                                  | 151                                                 |
| 2017                                                | 181                                                 | 55                                                  | 181                                                 |
| 2018                                                | 186                                                 | 113                                                 | 162                                                 |
| 2019                                                | 171                                                 | 73                                                  | 157                                                 |
| 2020                                                | 70                                                  | 30                                                  | 55                                                  |
| 2021                                                | -                                                   | -                                                   | -                                                   |
| 2022                                                | 299                                                 | 37                                                  | 77                                                  |
| 2023                                                | 247                                                 | 103                                                 | 183                                                 |
| 2024                                                | 283                                                 | 52                                                  | 137                                                 |

0,0: Hasselt ·
1,7: Kuringen ·
4,9: Kiewit ·
9,5: Bokrijk ·
12,2: Boxbergheide ·
(15,7: Genk) ·
14,8: Winterslag ·
19,3: Zwartberg ·
21,8: Waterschei ·
22,8: As ·
28,3: Opoeteren-Dilsen ·
31,7: Rotem ·
34,3: Elen ·
39,2: Maaseik